# Южный баде

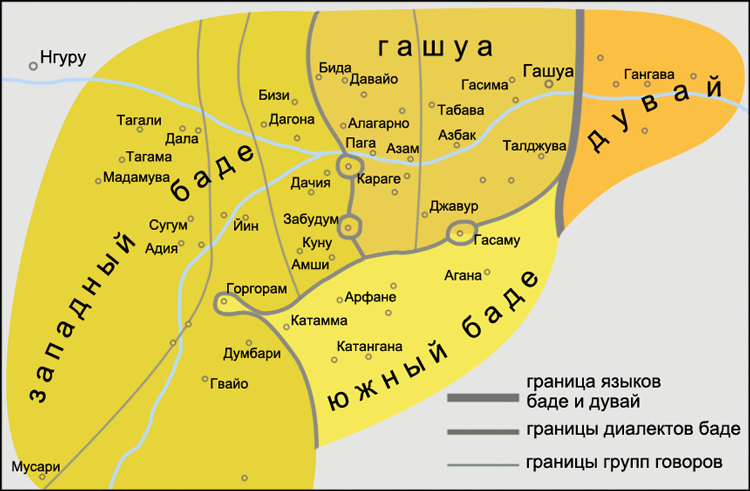
Ареал южного диалекта на карте языка дувай и диалектов языка баде

Южный баде (также баде-кадо, баде к-адо; англ. southern bade, bade-kado, bade k-aɗo) — один из трёх диалектов западночадского языка баде. Распространён в населённых пунктах Катамма, Катангана, Горгорам и их окрестностях (южная часть языкового ареала баде). Согласно исследованиям американского лингвиста Р. Шу, южный баде противопоставляется современным диалектам западный баде (амши, маагварам, магварам) и гашуа баде (северный баде, мазгарва). Различия южного баде с остальными диалектами значительны в такой степени, что позволяют некоторым исследователям рассматривать каждый из диалектов баде как самостоятельный язык.
В ареале диалекта южный баде существенных различий между говорами тех или иных регионов и селений не отмечается. Исключение составляет говор селения Гасаму, рассматриваемый как переходный — в нём сочетаются черты как южного диалекта, так и диалекта гашуа.
Носители диалекта южный баде — представители клана гидгид, одного из трёх кланов (субэтнических групп) народа баде, сами себя носители южного баде называют также m̀dá-ŋ áaɗo̍ «люди юга».
Диалектные различия, выделяющие южный диалект среди остальных диалектов языка баде, отмечаются на всех языковых уровнях — фонетическом, морфологическом и лексическом.
Среди носителей южного баде распространено двуязычие — большинство жителей ареала южного диалекта владеют также языком канури.

## Диалектные особенности
Диалект южный баде выделяется среди остальных диалектов баде по такой морфологической черте как отсутствие у демонстративов (указательных местоимений) категории рода. В западном баде и гашуа род имени существительного определяется по согласуемым с ними личным и указательным местоимениям. В южном баде сохранились формы указательных местоимений мужского рода, формы женского рода были утрачены. Например, существительные gwàmàkí «баран» и tǝ̀màkú «овца» в южном баде согласуются с одной и той же формой местоимения msa̍u «это»: gwàmàkí msa̍u «этот баран», tǝ̀màkú msa̍u «эта овца». В диалекте западный баде в этом случае используются разные формы указательных местоимений: m̀só — для существительнот мужского рода, m̀có — для существительного женского рода. Различия между формами мужского и женского рода утрачены также в близкородственных баде языках нгизим и дувай.
Две морфологические инновации, распространённые в ареале южного баде, известны также в диалекте западный баде и в переходных говорах селений Караге и Забудум:
1. Наличие показателя мужского рода *n > /k/. В случае, если за существительным мужского рода следует имя собственное, то в качестве показателя принадлежности чаще всего используется морфема n, если же за существительным следует имя нарицательное, то используется показатель k. Такая закономерность, исконная для диалектов баде, характерна для говоров диалекта гашуа: ʼyàtǝ́-n Càakwà «волосы Чаквы», но ʼyàtǝ́-k tǝ̀màkú «шерсть овцы». В южном и западном баде в позиции перед именами собственными морфема k вытеснила *n: ɗàcǝ́-k Càakwà и ɗàcǝ̀-k tǝ̀màkú — в южном диалекте, ɗàcǝ́-k Càakwà и ɗàcǝ̀-k tǝ̀màkún — в западном диалекте. Показатель k в зависимости от фонетического окружения представлен алломорфами [k], [g], [ŋ] и [ø]. В частности, [ŋ] и [ø] выступают после велярных согласных: ɗàcǝ́-ŋ Kábo̍ «волосы Кабо», ɗàcǝ̀ kwàmǝ́n «шерсть быка».
2. Наличие маркера субъекта *n > /k/. Субъект, находящийся в конце предложения выделяется особым предшествующим ему маркером *n. Эта морфема (n) сохранилась в диалекте гашуа (dàawà-n Káaku̍ «Каку пришёл»), а также в языках нгизим и дувай. В южном и западном баде произошёл переход *n > /k/ (с [ŋ] перед велярными): dàawà-ŋ Káaku̍ «Каку пришёл», dàawà-k Sáaku̍ «Саку пришёл» — в южном диалекте, jàawà-ŋ Káaku̍, jàawà-k Sáaku̍ — в западном диалекте.

Распространение слова ùgzú «сегодня» (и в говоре Гасаму) — в говорах диалекта гашуа и в говоре Караге: ǝ̀bzǝ̀kú, в говоре Забудум: ǝ̀bzǝ̀kú ~ ùgzǝ̀kú, в диалекте западный баде: sâabú. Поскольку когнаты в языках нгизим и дувай отсутствуют, инновацией может быть форма данного слова и в западном баде. Также отсутствуют примеры регулярных изменений *b > gw, *gw > b, на основании которых можно бы было точно выяснить первичную форму, спорадически такие изменения встречаются только в западном диалекте (в отдельных селениях): ǝ̀bjlàmǝ́n «гиена» > ùgjlàmǝ́n (bǝ̀jlàmú — в языке нгизим).